# Aida (musical)
Az Aida Giuseppe Verdi operája, amelyet musicallé írtak át a 2000-es évek elején.

## Születése
A darab szerzői Elton John és Tim Rice angol dalszövegíró.
Verdi ismert operájából készült musicaladaptációt először 1998-ban Bonyolult életek címmel mutatták be Atlantában.
1999-ben Chicagóban újraszervezték az egész stábot.
2000. március 23-án mutatták be a Broadway-n. Tony Braxton, Michelle T. Williams, Deborah Cox főszereplésével.
Négy éven át játszották, öt Tony-díjra nevezték, ebből négyet megkapott. A betétdalokat tartalmazó lemezt Grammy-díjjal jutalmazták.
Világszerte tucatnyi helyszínen játsszák.
Európában először német nyelvterületen láthatta a közönség.

## Az Aida Magyarországon
2007-ben a magyarországi ősbemutató volt a második európai bemutató. A Vörösmarty Színház és a West End Színház közös produkciójaként. 2008-ig nagy sikerrel játszották az előadást a Székesfehérvári teátrumban, amikor darab rendezőjének Szurdi Miklósnak nem hosszabbították meg az igazgatói kinevezését.
"Az Aida jogaival rendelkező Music Theatre International tulajdonosa itt volt a 2007-es premieren, és azt mondta, hogy ez a világ addigi legjobb Aidája. Elsősorban a színészi alakításokat dicsérte, a produkció hangulatát és látványát, valamint a történetvezetését. "

### 2010
2010-ben Szurdi Miklós önálló produkcióként újra megrendezte az AIDÁT. https://web.archive.org/web/20180824042106/http://ujaida.net/
- AIDA.........Oláh Ibolya, Mahó Andrea
- RADAMES......Szerényi László, Feke Pál
- AMNERIS......Xantus Barbara
- ZOSER........Gerner Csaba, Kálloy Molnár Péter
- MEREB........Gulyás Hermann Sándor
- FÁRAÓ........Kolos István
- AMONASRÓ.....Quintus Konrád
- NEHEBKA......Csizmadia Ildikó, Madák Zsuzsanna

Zenekar:
Andrási Mónika, Bálint István, Bánhegyi Tünde, Bene Hajnalka, Borbás Dániel, Borbás Norbert, Budai Elvira, Döbrösi László, Döme Zsolt, Felkai Miklós, Holczer Péter, Jani Gabi, Kerényi Dorka, Mészáros Bence, Mits Arnold, Nagy László, Pálinkás László, Pethő Gábor, Petrovics Anna, Szabó Anna, Ujláb Gábor, Vékás-Kovács Zsófia
Tánckar:
Auszmann Anett, Bécsi Sára, Bíró Anett, Breier Kata, Csákberényi-Nagy Anna, Cséri Gábor, Drentye Fruzsina, Ecsek Bianka, Eisam Eldeen Fatima, Eisam Eldeen Semira, Eisam Eldeen Yasmin, Fenyvesi Bálint, Fosztó András, Gulyás Gábor, Hajdú Bálint, Hegedűs Patrícia, Hergenrőder Jácint, Klér Ágnes, Lovasi Bálint, Muhel Tamás, Pálfi Gabriella, Pávits Dorina, Rosivall Petra, Rovó Attila, Rovó Tamás, Schmidt Áron, Siffel Zita, Szabó Bence, Szakál Attila, Vanya Tímea, Vida Emőke, Walla Fáni, Wessely-Simonyi Réka, Zombory Balázs
Valamint:
Alföldi Fanny, Antal Adrienn, Beliczai Béla, Czédulás Felicía, Czimmermann Kitti, Csala Barbara, Faragó Ramóna, Farkas Réka, Fister Fatime Andrea, Fülöp Orsolya, Gulyás Regina, Gyarmati Szandra, Heiden Dorottya, Hornyák Hajnalka, Hutflesz Alexandra, Illés Noémi, Jurics Péter, Kapos Bálint, Kiss Gyula, Kondász Renáta, Krähling Katalin, Koroknay Anna Fanni, Májer Máté, Márkus Edina, Munkácsi Beáta, Pásztor Barbara, Petrovics Krisztina, Rácz Tamás, Radanovics Ivett, Roboz Csaba Roland, Romer Lilla, Sáfrány Loretta, Solti Zoltán, Szigeti Dóra, Tóth András, Urbán Norina
- Fordította: Róna Annamária
- Jelmeztervező: Fekete Monika
- Pirotechnika: Steiner Iván
- Koreográfus: Szakál Attila
- Világítástervező: Csontos Balázs
- Díszlettervező: Libor Katalin
- Korrepetitor: Jani Gabriella, Újláb Gábor
- Rendezőasszisztens: Németh Mariann, Ridzi Gábor
- Szcenika: Borbás Mihály
- Karmester: Döme Zsolt
- Vezető koreográfus: Bakó Gábor
- Rendező: Szurdi Miklós

### 2017
2017-ben a Soproni Petőfi Színház vitte színre sztárszereposztásban. https://www.soproniszinhaz.hu/eloadasok/110-aida.html
Szereposztás:
- AIDA – Stéphanie Schlesser
- RADAMES – Vastag Tamás
- AMNERIS – Füredi Nikolett
- ZOSER – Szomor György
- MEREB – Papp Attila
- FÁRAÓ – Nagy Gábor
- NEHEBKA – Molnár Anikó
- AMONASRO – Horváth László
- SABRA – Sárdy Zoltán
- ABASI – Ács Tamás
- AHARON – Savanyu Gergely
- RASHIDA – Simon Andrea
- RANIA – Szlúka Brigitta
- BASTED – Kiss Noró

Valamint: Csernus Anita, Horváth Renáta, Szabó Barbara Szofia, Szalai Dóra, Németh Anna, Sasvári Krisztina, Bolla Bence, Füsi Zsolt, Hergovics Gergő, Pásztor Richárd, Rovó Péter, Szalai Ákos, Vágási István és a kórus
- Fordította: Palla Szabina
- Szövegkönyv: Szomor György
- Dalszöveg: Szomor György
- Zenei vezető/karmester: Oberfrank Péter (Liszt-díjas, érdemes művész)
- Jelmeztervező: Húros Annamária
- Díszlettervező: Pataki András / Szakál Attila
- Korrepetitor: Sárdy Barbara
- Koreográfus munkatársa: Csernus Anita
- Rendezőasszisztens: Major Zsolt
- Koreográfus: Szakál Attila
- Rendező: Pataki András

## Történet
Radames kapitány a világ legnagyobb birodalmának Egyiptom hadseregének vezetője, akinek jegyese a Fáraó lánya Amneris hercegnő.
Hódító hadjárata során fogságba ejti a Núbiai király lányát Aidát, akivel egymásba szeretnek. A hadvezér, Aidát jegyesének rabszolgájává teszi.
Radames apja, Zoser minél előbb szeretné fiát a trónon látni, még attól sem riad vissza, hogy a birodalom első emberét a Fáraót, arzénnal mérgezze. Azonban az új lángoló szerelem terveinek gátat emel. A szerelmeseket pedig az akadályozza, hogy a Fáraó romló egészségi állapota miatt bejelenti a házasságot.
Amneris hercegnő nem érti, hogy Radames miért nem vele tölti az idejét.
Aidát pedig núbiai rabszolga társai felismerik és hercegnőjükként vezetőjüknek választják. Árulásnak érzi vágyait az ellenség vezére után. A vágyaknak az ész nem adhat parancsot.
Amikor az egyiptomiak elfogják Núbia királyát választania kell Aidának szerelme és népe között.
A házasság napján megkísérlik megszöktetni és hazaszállítani a királyt Núbiába, azonban akkor már Amneris mindent tud. A núbiai királynak sikerül elmenekülnie, de Aida kiugrik a csónakból.
A szerelmeseket letartóztatják a törvény szerint aki Egyiptomot elárulja azt magányosan élőként kell eltemetni. Az ítélet kihirdetésekor Amneris hercegnő kezébe veszi az irányítást. A jövendő uralkodónő harag és féltékenység nélkül engedelmeskedik a birodalmi törvénynek amikor kimondja az ítéletet: az árulókat élve, közös sírba kell temetni.
Amneris hercegnő magányos uralkodó lesz, hiszen mindenkit akit szeretett meghal, a végső konzekvenciaként úgy határoz uralkodása idején több pusztító háború nem lesz.

## Külső hivatkozások
- Az AIDA c. előadás honlapja
- Az Aida a Broadwayn. YouTube
- Az Aida Magyarországon. YouTube

Így készült:
- WERKFILM - Így készült az Aida - 1. RÉSZ. YouTube
- WERKFILM - Így készült az Aida - 2. RÉSZ. YouTube